# Frank Whittle
Frank Whittle, OM, KBE, CB, FRS, Hon FRAeS (Coventry, 1 de junho de 1907 — Columbia, 9 de agosto de 1996) foi um engenheiro e inventor britânico. Membro da Royal Air Force. Ele é creditado com a invenção do motor turbojato. Uma patente foi apresentada por Maxime Guillaume em 1921 para uma invenção semelhante; no entanto, isso era tecnicamente inviável na época. Os motores a jato de Whittle foram desenvolvidos alguns anos antes dos do alemão Hans von Ohain, que projetou o primeiro motor turbojato operacional.

## Vida
Desde cedo, Whittle demonstrou aptidão para a engenharia e interesse em voar. A princípio, ele foi rejeitado pela RAF, mas, determinado a ingressar na Royal Air Force, superou suas limitações físicas e foi aceito e enviado para a Escola de Treinamento Técnico nº 2 para ingressar no Esquadrão nº 1 de Aprendizes de Aeronaves Cranwell. Ele aprendeu a teoria dos motores de aeronaves e ganhou experiência prática nas oficinas de engenharia. Suas habilidades acadêmicas e práticas como Aprendiz de Aeronave lhe renderam uma vaga no curso de treinamento de oficial em Cranwell. Ele se destacou em seus estudos e se tornou um piloto talentoso. Enquanto escrevia sua tese lá, ele formulou os conceitos fundamentais que levaram à criação do motor turbojato, patenteando seu projeto em 1930. Seu desempenho em um curso de engenharia para oficiais rendeu-lhe uma vaga em outro curso na Peterhouse, Cambridge , onde se formou com um primeiro.
Sem o apoio do Ministério da Aeronáutica, ele e dois militares aposentados da RAF formaram a Power Jets Ltd para construir seu motor com a ajuda da firma britânica Thomson-Houston. Apesar do financiamento limitado, um protótipo foi criado, que rodou pela primeira vez em 1937. O interesse oficial surgiu após este sucesso, com contratos sendo feitos para desenvolver mais motores, mas o estresse contínuo afetou seriamente a saúde de Whittle, resultando em um colapso nervoso em 1940. Em 1944, quando a Power Jets foi nacionalizada, ele novamente sofreu um colapso nervoso e renunciou ao conselho em 1946. 
Em 1948, Whittle se aposentou da RAF e recebeu o título de cavaleiro. Ele ingressou na BOAC como consultor técnico antes de trabalhar como especialista em engenharia na Shell , seguido por um cargo na Bristol Aero Engines. Depois de emigrar para os Estados Unidos em 1976, ele aceitou o cargo de NAVAIR Research Professor na United States Naval Academy de 1977 a 1979. Em agosto de 1996, Whittle morreu de câncer de pulmão em sua casa em Columbia, Maryland. Em 2002, Whittle foi classificado em número 42 na votação da BBC dos 100 maiores britânicos.